# Maniobra de Heimlich

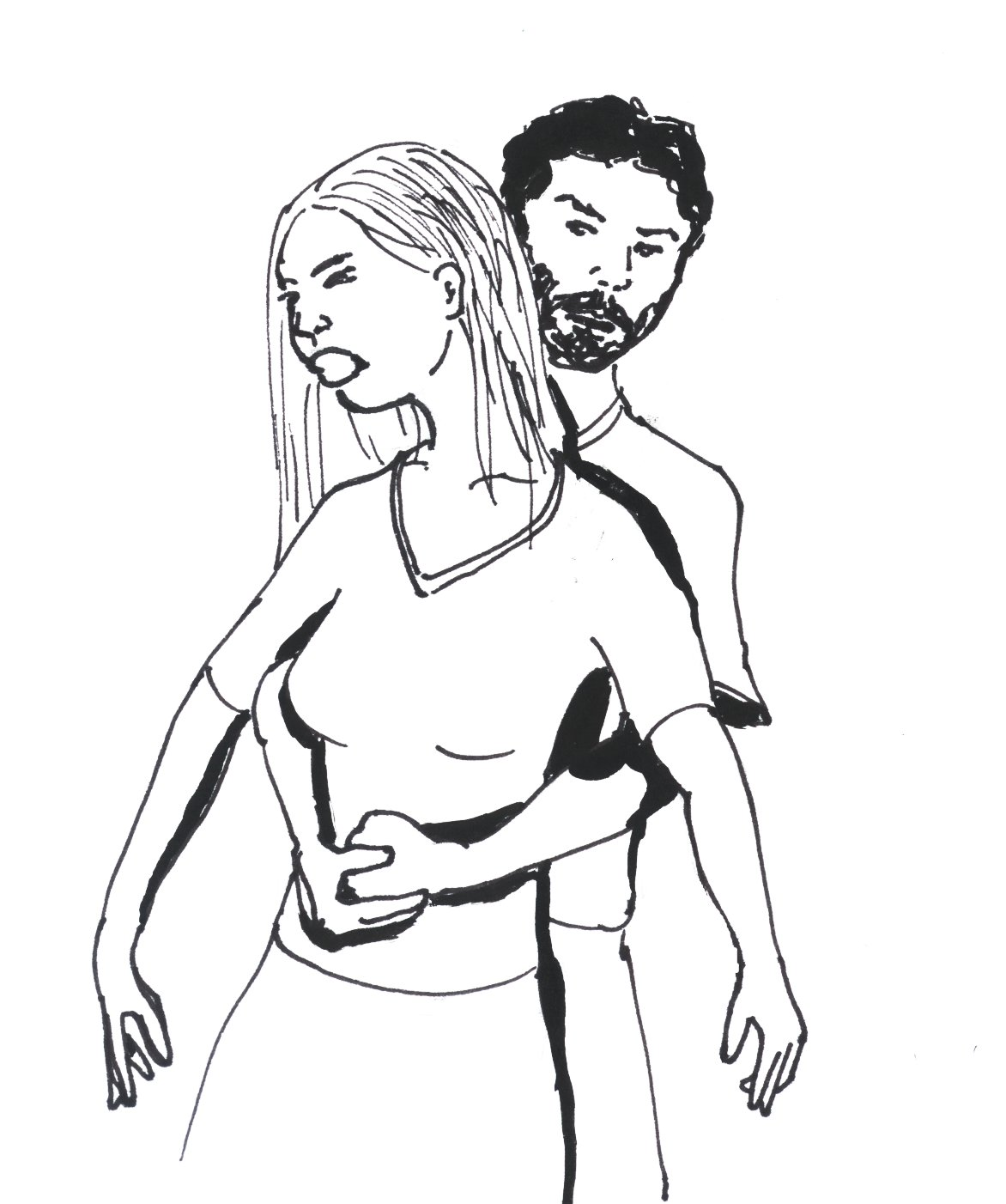
Maniobra de Heimlich

La maniobra de Heimlich, també anomenada compressió abdominal, és un procediment de primers auxilis per a casos d'ennuegament, és a dir, desobstruir el conducte respiratori, normalment bloquejat per un tros d'aliment o qualsevol altre objecte. És una tècnica efectiva per a salvar vides que en cas contrari pot portar a l'asfíxia.
La maniobra de Heimlich és anomenada així pel Dr. Henry Heimlich, que va ser el primer a descriure-la en 1974. Heimlich va promoure la tècnica com a tractament per a ofegats i atacs d'asma, encara que segons articles recents va utilitzar casos fraudulents o de dubtosa veracitat per a promocionar-la en aquest aspecte.

## Realització
En resum, una persona que realitza la maniobra de Heimlich usa les mans per a exercir pressió en la part inferior del diafragma. Això comprimeix els pulmons i exerceix pressió en l'objecte allotjat en la tràquea, sent d'esperar que siga expulsat. Això equival a un tossit artificial (la víctima d'una obstrucció respiratòria, havent perdut la facultat d'introduir aire en els pulmons, perd la capacitat de tossir per ella mateixa).